# TV조선 뉴스 4
《TV조선 뉴스 4》는 TV조선에서 방송된 오후 뉴스 프로그램이다. 

## 앵커
- 엄성섭
- 윤슬기

## ED 멘트
ED 멘트에는 엄성섭 앵커가 "뉴스4 마칩니다"를 멘트로 하며, 윤슬기 앵커가 다음 방송 고지의 "이어서 <장성민의 시사탱크>가 방송됩니다"를 멘트로 하였다.

## 경쟁 뉴스 프로그램
- 시사진단 (KBS 1TV)